# Paul Bertrand (Filmarchitekt)
Paul François Bertrand (* 4. April 1915 in Chalon-sur-Saône, Frankreich; † 19. April 1994 in Saint-Tropez, ebenda) war ein französischer Filmarchitekt.

## Leben und Wirken
Bertrand hatte an der École des Beaux-Arts studiert und zunächst als Werbezeichner und Dekorateur gearbeitet. Seine ersten Erfahrungen im Filmgeschäft sammelte er als Assistent des berühmten Filmarchitekten Alexandre Trauner. Als der Jude Trauner während der deutschen Besetzung Frankreichs in den Untergrund gehen musste, konnte Bertrand erstmals als Chefszenenbildner arbeiten. Er gestaltete zunächst die Bauten zu Filmen der Brüder Marc und Yves Allégret, nach Kriegsende 1945 auch die Kulissen zu Inszenierungen bedeutender Regisseure wie René Clément, Louis Daquin, Marcel Carné, Augusto Genina und Alexandre Astruc.
Seine bekanntesten Filme sind Carnés Thérèse Raquin – Du sollst nicht ehebrechen und Cléments Gervaise, „mit denen Bertrand die Welt des großen und kleinen Bürgertums der Romane Émile Zolas vor der Jahrhundertwende evozierte“.

## Filmografie
- 1940: Vénus aveugle
- 1940: Soyez les bienvenus
- 1940: Parade en sept nuits
- 1941: L’Arlésienne
- 1941: Les deux timides
- 1942: La belle aventure
- 1943: Les petites aux Quai aux fleurs
- 1945: Lunegarde
- 1945: Jéricho
- 1945: Drei an einem Tag (Messieurs Ludovics)
- 1946: Boot der Verdammten (Les maudits)
- 1947: Die Brüder B. (Les frères Bouquinqant)
- 1948: Das Geheimnis um Mr. Barton (Le mystère Barton)
- 1949: Le grand rendez-vous
- 1950: Der große Unbekannte (Rue des saussaies)
- 1950: Unterwelt von Paris (Le traqué)
- 1952: Verbotene Spiele (Jeux interdits)
- 1953: Thérèse Raquin – Du sollst nicht ehebrechen (Thérèse Raquin)
- 1954: Die Luft von Paris (L’air de Paris)
- 1954: Nagana
- 1954: Frou-Frou, die Pariserin (Frou-Frou)
- 1955: Das Mädchen vom dritten Stock (Sophie et le crime)
- 1955: Gervaise (Gervaise)
- 1956: Schuld und Sühne (Crime et châtiment)
- 1958: Ein Frauenleben (Une vie)
- 1958: Die sich selbst betrügen (Les tricheurs)
- 1959: Nur die Sonne war Zeuge (Plein soleil)
- 1960: Gefährliches Pflaster (Terrain vague)

## Weblink
- Paul Bertrand bei IMDb

## Einzelnachweis
1. ↑  Kay Weniger: Das große Personenlexikon des Films. Die Schauspieler, Regisseure, Kameraleute, Produzenten, Komponisten, Drehbuchautoren, Filmarchitekten, Ausstatter, Kostümbildner, Cutter, Tontechniker, Maskenbildner und Special Effects Designer des 20. Jahrhunderts. Band 1: A – C. Erik Aaes – Jack Carson. Schwarzkopf & Schwarzkopf, Berlin 2001, ISBN 3-89602-340-3, S. 373.

| Personendaten    | Personendaten                                |
| ---------------- | -------------------------------------------- |
| NAME             | Bertrand, Paul                               |
| ALTERNATIVNAMEN  | Bertrand, Paul François (vollständiger Name) |
| KURZBESCHREIBUNG | französischer Filmarchitekt                  |
| GEBURTSDATUM     | 4. April 1915                                |
| GEBURTSORT       | Chalon-sur-Saône, Frankreich                 |
| STERBEDATUM      | 19. April 1994                               |
| STERBEORT        | Chalon-sur-Saône, Frankreich                 |